# Dora Baltea
Die Dora Baltea, frz. Doire Baltée, ist ein Fluss im Aostatal und im Piemont in den italienischen Westalpen.

## Flusslauf
Die Dora Baltea entsteht beim Ortsteil Entrèves oberhalb von Courmayeur aus der Vereinigung der beiden Schmelzwasserbäche Doire de Ferret (aus dem Val Ferret) und Doire de Vény (aus dem Val Veny). Die Doire de Ferret entspringt dem Glacier de Pré de Bar, die Doire de Véni im Sumpfgebiet von Combal sowie aus dem Miage-Gletscher. Beide Gletscher liegen auf der italienischen Südostseite des Mont-Blanc-Massivs.
Auf ihrem Weg fließt die Dora Baltea ostwärts durch das gesamte Aostatal, biegt hinter Saint-Vincent nach Südosten ab, durchbricht die Talenge von Montjovet und erreicht nach dem Austritt aus dem Alpental bei der Stadt Ivrea die Region Piemont. Bei Ivrea wird ihr Wasser für die Speisung des Kanals Naviglio di Ivrea entnommen. Von dort fließt sie durch die Region Canavese und mündet nach einem Lauf von 160 km bei Crescentino von links in den Po.

### Nebenflüsse
- Doire de Ferret
- Doire de Vény
- Doire de Valgrisenche
- Doire de Rhêmes
- Savara
- Grand Eyvia
- Buthier
- Clavalité
- Marmore
- Chalamy
- Évançon
- Ayasse
- Lys
- Chiusella

## Geschichte
Die Dora Baltea zählt zu den Alpenflüssen, die bei schweren Regenfällen in ihrem Einzugsgebiet starke Hochwasser führen und am Unterlauf große Überschwemmungen verursachen können. In der jüngeren Zeit war dies etwa beim Alpenhochwasser im Oktober 2000 der Fall.
Der Fluss wird in Wasserkraftwerken zur Gewinnung elektrischer Energie genutzt.

## Sport
Auf der Dora Baltea können das Rafting und der Kajak-Sport ausgeübt werden.